# Joachim Beckmann

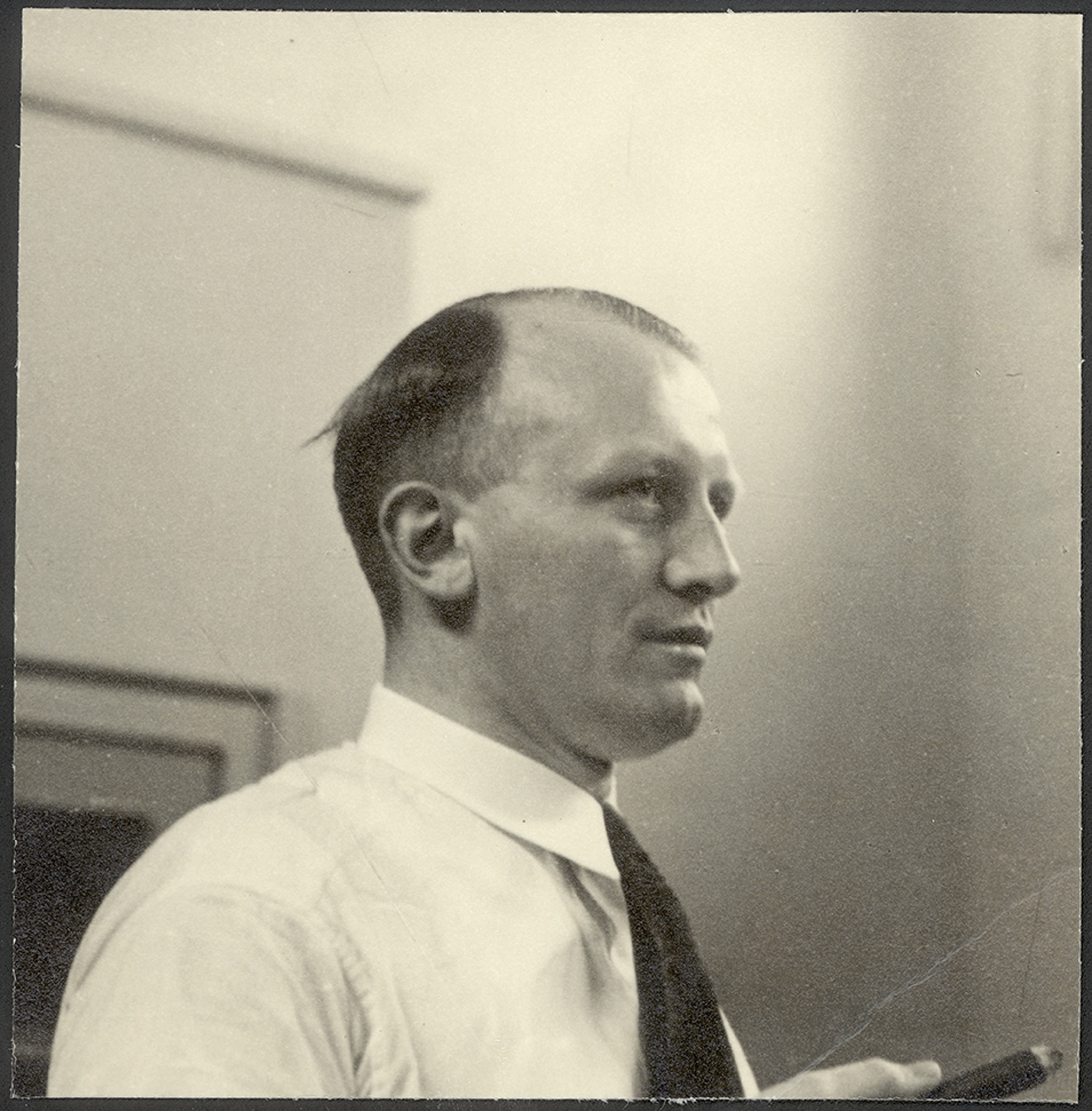
Joachim Beckmann bei der Freien Evangelischen Synode (Januar 1934)

Wilhelm Joachim Beckmann (* 18. Juli 1901 in Eickel; † 18. Januar 1987 in Haan) war ein deutscher evangelischer Theologe. Er war von 1958 bis 1971 Präses der Evangelischen Kirche im Rheinland.

## Leben
Beckmann, Sohn des Pfarrers Julius August Wilhelm Beckmann und der Frieda Schmidt, legte 1920 das Abitur am Gymnasium in Wattenscheid ab. Im Frühjahr 1920 nahm er an der Philipps-Universität Marburg das Studium der Evangelischen Theologie und der Philosophie auf, wechselte aber bereits im Herbst an die Eberhard Karls Universität Tübingen und im Herbst 1921 schließlich an die Westfälische Wilhelms-Universität zu Münster, wo er 1923/1924 mit der religionsphilosophischen Schrift Der Begriff der religiösen Erfahrungen bei Stange – Eine Untersuchung zur kritischen Religionsphilosophie zum Doktor der Philosophie promovierte. Er trat dem Marburger, Tübinger und Münsterschen Wingolf bei, denen er bis 1938 angehörte. 1924 legte er beim Konsistorium der westfälischen Kirchenprovinz der Evangelischen Kirche der altpreußischen Union in Münster das Erste Theologische Examen ab.
Beckmann kam im Sommer 1924 nach Göttingen, wo er Inspektor des reformierten Studienhauses wurde und sein Vikariat absolvierte. An der Georg-August-Universität traf er auf Karl Barth, der hier 1921 eine Honorarprofessur erhalten hatte. Diese Begegnung war für Joachim Beckmanns Theologie wie für seine Biografie konstitutiv. 1925 promovierte Beckmann bei Emanuel Hirsch mit der Schrift Vom Sakrament bei Calvin – Die Sakramentslehre Calvins in ihren Beziehungen zu Augustin zum Lic. theol. und arbeitete fortan als Assistent des Centralausschusses für Innere Mission in Berlin bei Reinhold Seeberg.
Im Frühjahr 1926 legte Beckmann in Münster das Zweite Theologische Examen ab und wurde Landespfarrer für Innere Mission und Wohlfahrtspflege in der Evangelischen Landeskirche in Nassau in Wiesbaden. Am 1. August 1926 wurde er durch seinen Vater in der Johanneskirche in Wanne-Eickel ordiniert. Von 1928 bis 1933 war Joachim Beckmann Pfarrer der Westfälischen Frauenhilfe in Soest.
1933 wurde er Pfarrer der Düsseldorfer Lutherkirchengemeinde und galt als „Lutheraner in der Union“. Er übernahm bald darauf leitende Positionen innerhalb der Bekennenden Kirche. So war er Mitglied des Reichsbruderrats. 1936 gehörte er mit Peter Brunner, Heinrich Schlier, Hermann Lutze u. a. zu den Gründungsmitgliedern der Arbeitsgemeinschaft Lutherischer Pastoren im Rheinland. 1939 wurde Beckmann ein Reichsredeverbot auferlegt, so dass er außerhalb der Lutherkirche bis Kriegsende keine Reden halten durfte. Zudem wurde gegen ihn ein Sondergerichtsverfahren eingeleitet, da er trotz eines Erlasses Heinrich Himmlers vom 29. August 1937, der die theologische Ausbildung durch die Bekennende Kirche gänzlich untersagte, Examina für die Bekennende Kirche abgenommen hatte.
Seit 1945 war er als Oberkirchenrat Mitglied der Leitung der Evangelischen Kirche im Rheinland, zwischen 1947 und 1949 zudem Vorsitzender des Bruderrats der EKD.

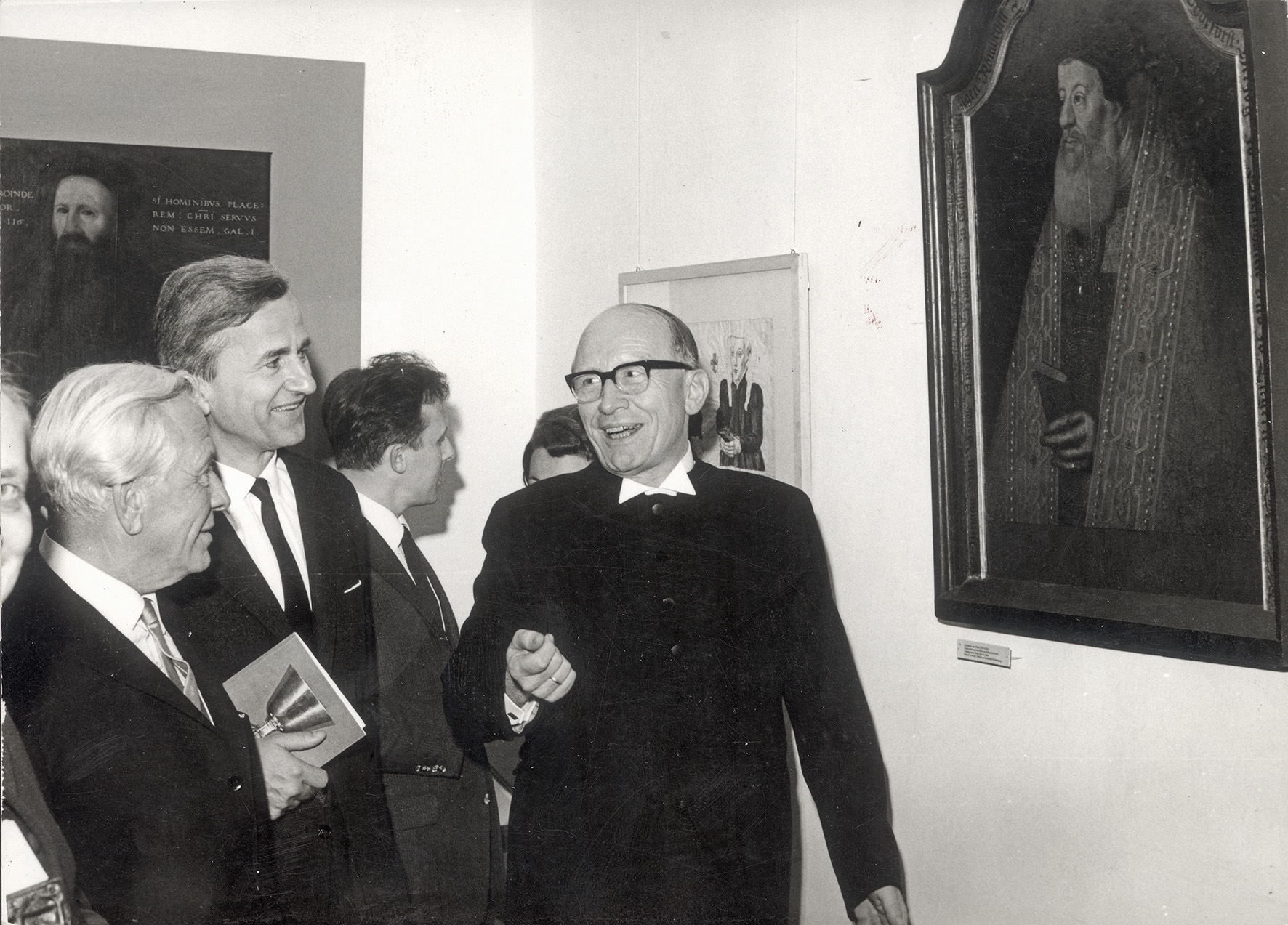
Joachim Beckmann (im Lutherrock) zusammen mit Richard von Weizsäcker beim Deutschen Evangelischen Kirchentag 1965

Ab 1945 lehrte Beckmann Liturgik und ab 1947 auch lutherische Dogmatik (als Nachfolger von Peter Brunner) an der Kirchlichen Hochschule Wuppertal. 1947 gehörte er zum Detmolder Kreis, einer Gruppe lutherischer Theologen, die die Konstituierung der EKD  als bekenntnisbestimmte Kirche auf Basis der Confessio Augustana variata (mit reformiertem Anhang) anstrebte. 1948 wurde er zum stellvertretenden Präses der Evangelischen Kirche im Rheinland gewählt, 1958 dann zum Präses; dieses Amt versah er bis zu seiner Pensionierung im Jahre 1971.
Von 1967 bis 1972 war Beckmann außerdem Mitglied des Rats der Evangelischen Kirche in Deutschland und dessen Beauftragter für Fragen der Kriegsdienstverweigerung. Beckmann gehörte zu den Mitunterzeichnern des Tübinger Memorandums, einer Denkschrift, die eine Normalisierung der politischen Beziehungen zu den östlichen Nachbarstaaten Deutschlands und eine Anerkennung der Oder-Neiße-Grenze postulierte. Beckmann gehörte auch zum Kreis der Sprecher der ARD-Sendung Das Wort zum Sonntag.
Nach seiner Emeritierung zum 1. August 1971 nahm Beckmann seine Lehrtätigkeit an der Kirchlichen Hochschule Wuppertal zum Wintersemester 1971/1972 für ein Jahrzehnt wieder auf.
Joachim Beckmann war seit 1927 mit Hilde Hagemann verheiratet, aus der Ehe gingen vier Kinder hervor.

## Auszeichnungen
- 1954 Ehrendoktor der evangelisch-theologischen Fakultät der Rheinischen Friedrich-Wilhelms-Universität Bonn
- 1960 Ehrenprofessur der Rheinischen Friedrich-Wilhelms-Universität Bonn
- Großes Bundesverdienstkreuz mit Stern und Schulterband
- 1971 Großkreuz des Bundesverdienstkreuzes

## Schriften (Auswahl)
- Artgemäßes Christentum oder schriftgemäßer Christusglaube? Eine Auseinandersetzung mit der Lehre der Glaubensbewegung Deutscher Christen, Essen 1933.
- Verrat an Luther?, Barmen 1938
- Ruf zum Gehorsam. Die altkirchlichen Episteln in Predigt-Grundrissen, Gütersloh 1940.
- Die theologische Erklärung von Barmen. Eine Auslegung für die Gemeinde, Gladbeck 1947.
- mit Peter Brunner, Hans Ludwig Kulp und Walter Reindell: Der Gottesdienst an Sonn- und Feiertagen. Untersuchungen zur Kirchenagende I, 1, Gütersloh 1949.
- mit Oskar Hammelsbeck, Hanns Lilje, Wilhelm Niesel, Johannes Schlingensiepen, Heinz Stöver: Die Kirche vor ihrem Richter. 25 Jahre Barmer Theologischer Erklärung, Wuppertal 1959.
- Im Kampf für die Kirche des Evangeliums. Eine Auswahl von Reden und Aufsätzen aus drei Jahrzehnten, Gütersloh 1961.
- Wiedervereinigung der Kirchen?, Wuppertal-Barmen 1962.
- Geburtenregelung als ethisches Problem, Stuttgart 1963.
- Die wissenschaftliche Erforschung der Heiligen Schrift und der Glaube an das Wort Gottes, Düsseldorf 1964.
- Dienst am Wort. Vierzig Predigten aus vierzig Jahren, Düsseldorf 1966.
- mit Hanns Lilje, Hans Thimme: Glaube von gestern – Glaube für morgen? Vorträge zu den drei Artikeln des Glaubensbekenntnisses, Stuttgart 1970.
- mit Walter Schmithals: Das Christuszeugnis in der heutigen Gesellschaft, Hamburg 1970.
- mit Heinrich Fries, Friedrich Heer, Ernst Gottfried Mahrenholz: Kirche ohne Zukunft? Bilanzen und Prognosen, Gütersloh 1972.
- Rheinische Bekenntnissynoden im Kirchenkampf. Eine Dokumentation aus den Jahren 1933–1945, Neukirchen-Vluyn 1975.
- mit Hans Prolingheuer: Zur Geschichte der Bekennenden Kirche im Rheinland, Köln 1981.
- mit Helmut Gollwitzer, Karl Herbert, u. a.: Dann werden die Steine schreien. 50 Jahre Theologische Erklärung Barmen, Bielefeld 1983.
- mit Schalom Ben-Chorin, Eberhard Bethge, u. v. a.: Wo Gott mir begegnet ist. Erfahrungen in unserer Zeit, Freiburg 1985.
- So schwach waren wir. Der Kampf um den rechten Glauben in der evangelischen Kirche des 20. Jahrhunderts, Düsseldorf 1985.
- Das Wort Gottes bleibt in Ewigkeit. Erlebte Kirchengeschichte, Neukirchen-Vluyn 1986.

### Als Herausgeber
- mit Peter Brunner, Hans Ludwig Kulp und Walter Reindell: Kirchenagende. Band I, Gütersloh 1948.
- Quellen zur Geschichte des christlichen Gottesdienstes, Gütersloh 1956.
- mit Friedrich Karrenberg: Verantwortung für den Menschen. Beiträge zur gesellschaftlichen Problematik der Gegenwart, Stuttgart 1957.
- mit Gerhard Weisser: Christliche Gemeinde und Gesellschaftswandel. Professor D. Dr. Friedrich Karrenberg (1904-1966) zur Vollendung des 60. Lebensjahres, Stuttgart/Berlin 1964.
- Festschrift für Johannes Schlingensiepen. Zum 70. Geburtstag, Wuppertal 1968.
- Kindertaufe. Pflicht oder Verpflichtung? Beiträge zur Information und Diskussion, Düsseldorf 1968.
- Die Briefe des Coetus reformierter Prediger 1933–1937. Präsis Lic. Karl Immer zum 60. Geburtstag, Neukirchen-Vluyn 1976.
- Briefe zur Lage der Evangelischen Bekenntnissynode im Rheinland Dezember 1933 bis Februar 1939, Neukirchen-Vluyn 1977.